# الركود الكبير في روسيا
كان الركود الكبير في روسيا أزمة خلال الفترة 2008-2009 في الأسواق المالية الروسية، مثله مثل الركود الاقتصادي الذي نشأ بسبب المخاوف السياسية بعد الحرب مع جورجيا، وبسبب هبوط أسعار النفط الخام الثقيل في جبال الأورال بشكل مفاجئ، وخسر أكثر من 70% من قيمته منذ بلوغ الذروة القياسية البالغة 147 دولارًا أمريكيًا في 4 يوليو 2008 قبل أن يستعيد عافيته باعتدال في عام 2009. ووفقًا للبنك الدولي، فعناصر الاقتصاد الكلي القوية قصيرة الأجل لروسيا جعلتها أكثر استعدادًا من العديد من الاقتصاديات الناشئة للتعامل مع الأزمة، لكن نقاط ضعفها البنيوية الأساسية واعتمادها الكبير على سعر سلعة واحدة جعل تأثير الأزمة أكثر وضوحًا مما كان ليصبح عليه الحال في وضع آخر.
في أواخر عام 2008، أي عند بدء الأزمة، هبطت الأسواق الروسية بشكل مفاجئ، وانمحى أكثر من تريليون دولار أمريكي من قيمة أسهم روسيا، وعلى الرغم من ذلك، عادت الأسهم الروسية إلى طبيعتها في عام 2009 لتصبح الأفضل أداءً في العالم، مع ارتفاع قيمة مؤشر ميكس بأكثر من الضعف واستعادته نصف خسائره لعام 2008.
مع تقدم الأزمة، توقعت وكالة رويترز وصحيفة فايننشال تايمز بأن الأزمة ستُستخدم لزيادة سيطرة الكرملين على الأصول الاستراتيجية الرئيسية في عكس اتجاه مبيعات «قروض الأسهم» في تسعينيات القرن العشرين، عندما باعت الدولة جُلّ ممتلكاتها لأعضاء حكومة الأقليّة مقابل القروض. وعلى النقيض من هذه التوقعات السابقة، أعلنت الحكومة الروسية في سبتمبر 2009 عن خطط لبيع ممتلكات الدولة من الطاقة والنقل للمساعدة في سد العجز في الميزانية والمساعدة في تحسين بنية البلاد التحتية المتقادمة. خصصت الدولة نحو 5500 شركة لنقل الأصول، وخططت لبيع حصص من الشركات التي يتم تداولها علنًا في الأصل، بما في ذلك شركة روسنفت، أكبر منتج للنفط في البلاد.
في الفترة من يوليو 2008 إلى يناير 2009، انخفضت احتياطيات النقد الأجنبي الروسي بقيمة قدرها 210 مليار دولار من الذروة إلى 386 مليار دولار، إذ اعتمد البنك المركزي سياسة تخفيض القيمة تدريجيًا لمكافحة الانخفاض الحاد للروبل. هبط الروبل 35% مقابل الدولار من بداية الأزمة في أغسطس إلى يناير 2009. مع استقرار الروبل في يناير، بدأت الاحتياطيات تنمو بشكل مضطرد مجددًا خلال عام 2009، وصلت إلى مستوى أعلى على مدار العام، قيمته 452 مليار دولار بحلول نهاية العام.
خرج الاقتصاد الروسي من الركود في الربع الثالث من عام 2009 بعد ربعين من النمو السلبي القياسي. انكمش الناتج المحلي الإجمالي بنسبة 7.9% طيلة عام 2009، وهو أقل قليلًا من توقعات وزارة الاقتصاد بنسبة 8.5%. توقع الخبراء أن ينمو اقتصاد روسيا بشكل متواضع في عام 2010، وتراوحت التقديرات بين 3.1% من قبل وزارة الاقتصاد الروسية إلى 2.5%، و3.6%، و4.9% على التوالي من البنك الدولي، وصندوق النقد الدولي، ومنظمة التعاون الاقتصادي والتنمية (OECD).

## خلفية
تعد روسيا مصدرًا رئيسيًا للسلع الأساسية مثل النفط والمعادن، لذلك تعرض اقتصادها لضربة شديدة بسبب انحدار أسعار العديد من السلع الأساسية. انحدر سوق الأوراق المالية الروسية بشكل كبير، وسحب المستثمرون الأجانب مليارات الدولارات من روسيا بسبب المخاوف من تصاعد التوترات الجيوسياسية مع الغرب في أعقاب الصراع العسكري بين جورجيا وروسيا، وكذلك المخاوف بشأن تدخل الدولة في الاقتصاد. تأكدت هذه المخاوف في شهر يوليو عندما انتقد فلاديمير بوتن، رئيس الوزراء في ذلك الوقت، شركة الصلب ميتشل، وأدى ذلك إلى انهيار أسهم الشركة. وبحلول سبتمبر 2008، هبط مؤشر آر تي إس بنحو 54%، الأمر الذي جعله واحدًا من أسوأ الأسواق العاملة في العالم. أسهمت المشاركة الروسية في أزمة الرهن العقاري في الولايات المتحدة في إحداث تقلبات في النظام المالي الروسي. امتلك البنك المركزي الروسي 100 مليار دولار أميركي من الأوراق المالية المدعومة بالرهن العقاري من عملاقي الرهن العقاري الأميركيين فاني ماي وفريدي ماك، واللذين استولت عليهما حكومة الولايات المتحدة. ويبدو أن هذا الاستثمار كان ملزمًا بالشطب.
يزعم العديد من المحللين، بما في ذلك أندريه إيلاريونوف، مستشار السياسة الاقتصادية السابق للرئيس في ذلك الحين فلاديمير بوتن، أن الأزمة في سوق البورصة في روسيا تعمقت بشكل كبير بسبب عوامل داخلية، بما في ذلك المخاوف بشأن تدخل الدولة في الاقتصاد والتي أثارها في يونيو انتقاد بوتن لميتشيل والصراع بشأن شركة نفط (TNK-BP)، والافتقار إلى الشفافية في المخاطر المصرفية والسياسية المترافقة مع التوترات الجيوسياسية المتصاعدة التالية لحرب أوسيتيا الجنوبية في أغسطس 2008. قال وزير الخارجية السويدي كارل بيلدت في 17 سبتمبر إن الأزمة المالية الروسية الحالية تثير القلق أكثر من أزمة الرهن العقاري في ظل التطور السياسي في روسيا. وعلاوة على ذلك، كان اعتماد روسيا الصريح على قطاع النفط والغاز الطبيعي سببًا في تعريضها للخطر بشكل خاص.
وفقًا لوول ستريت جورنال وغازيتا .آر يو، فمع انحدار السوق الروسي في سبتمبر، انتشرت نظرية المؤامرة داخل القيادة الروسية، بأن حكومة الولايات المتحدة حرّضت المستثمرين الأميركيين على سحب رؤوس أموالهم من روسيا، كعقوبة على الحرب في جورجيا.